# Batmobile
Cet article concerne le véhicule du personnage de bande dessinée. Pour le groupe de psychobilly, voir Batmobile (groupe).
La Batmobile est le véhicule du personnage de bande dessinée Batman. Au fil des années, les artistes ayant travaillé sur la série ont souvent modifié son aspect et ses caractéristiques. La Batmobile figure dans les comics, les dessins animés, les jeux vidéo et les films mettant en scène le personnage de Batman.

## Dans les bandes dessinées
Le premier véhicule de Batman, en 1939, est une Sedan rouge. En janvier 1940, celle-ci est remplacée par un Roadster bleu nuit.
En février 1941, un symbole de chauve-souris, placé à l'avant du Roadster à nouveau rouge apparait et elle est enfin baptisée Batmobile. Les modèles suivants sont basés sur des automobiles de marques américaines des années 1930 ou 1940, leurs caractéristiques les plus courantes sont leur couleur sombre, le plus souvent noire, le masque symbolisant le personnage de Batman apposé sur la calandre et un empennage vertical dont le style évoque une aile de chauve-souris. C'est ainsi qu'est présentée la Batmobile sur la couverture du magazine Batman n°20 paru en 1944 et dessiné par Dick Sprang.
Dès les années 1940, les auteurs agrémentent le véhicule de différents gadgets : des pneus radioactifs (avril 1940), des fusées auxiliaires (avril-mai 1946), un projecteur (muni ou non du Bat signal) additionnel monté sur le toit, un radar, un ordinateur embarqué permettant de communiquer avec ceux de la Batcave (1950).
Un Batman new-look fait ses débuts en 1964 sous l'impulsion de Julius Schwartz ; les lignes de la Batmobile s'inspirent alors des roadsters de l'époque mais surtout du concept car Lincoln Futura. À la fin des années 1960 le véhicule de la bande dessinée dispose de pare-brises individuels en forme de bulle et de deux dérives sur les ailes, des formes proches de celles rendues célèbres par le feuilleton et les jouets qui en sont dérivés. Les gadgets deviennent plus élaborés, la Batmobile disposant même, en 1965, d'un encephitecteur qui permet de prévoir les crimes à l'avance.
Durant les années 1970 et 1980 les auteurs comme Steve Englehart essaient de transformer l'image de Batman en réaction au style de la série télévisée ; la Batmobile adopte alors un aspect plus sobre et prend même parfois les traits d'une voiture de série, comme la Chevrolet Corvette, puis la Ford Mustang. À partir de 1988 le dessinateur Norm Breyfogle imagine plusieurs modèles aux lignes minimalistes et plus futuristes, qui se succèdent jusqu'à l'arc Knightfall mettant en scène Azrael dans les années 1990. Par la suite l'apparence et les caractéristiques des véhicules utilisés par Batman continuent d'évoluer régulièrement.
Les séries et divers elseworlds se déroulant en dehors de la continuité de l'univers de DC Comics présentent souvent des modèles inédits. L'un des plus surprenants est la Batmobile imaginée en 1985 pour la mini-série The Dark Knight Returns de l'auteur Frank Miller. Ce modèle, inspiré par les véhicules militaires blindés connaît peu d'équivalents, hormis le véhicule tout terrain de l'arc The Cult en 1988 et celui du film Batman Begins en 2005.

## À la télévision et au cinéma

### Sérial de 1943
Une Cadillac Série 75 décapotable noire de 1939 a été utilisée par Bruce Wayne et Dick Grayson, tant en civil que sous leurs identités secrètes : elle était conduite couverte dans la premier cas, et avec le toit relevé dans le second. Alfred a servi de chauffeur au duo sous les deux identités.

### Sérial de 1950
La Batmobile est une Mercury Eight de 1949.

### Série télévisée de 1966
La Batmobile de la série télévisée diffusée à partir de 1966 est basée sur le concept car Lincoln Futura ; de nombreux jouets en sont dérivés et le design servira par la suite d'inspiration aux auteurs de la bande dessinée et des séries animées.
Cette Batmobile était équipée de nombreux gadgets, notamment une lame coupe-câble en aluminium montée à l'avant, un projecteur de Bat-signal, un dispositif anti-vol, un détectoscope, un Bat-scope, un interrupteur Bat Eye, un activateur d'antenne, un interrupteur d'intervention sur les fréquences de la police, un dispositif de gonflage automatique des pneus, un Batordinateur à distance (relié par radio au Batordinateur principal dans la Batcave), le Batphone, un levier pour virage d'urgence, un activateur anti-incendie, un Bat-fumigène, un Bat-photoscope et de nombreux autres gadgets.

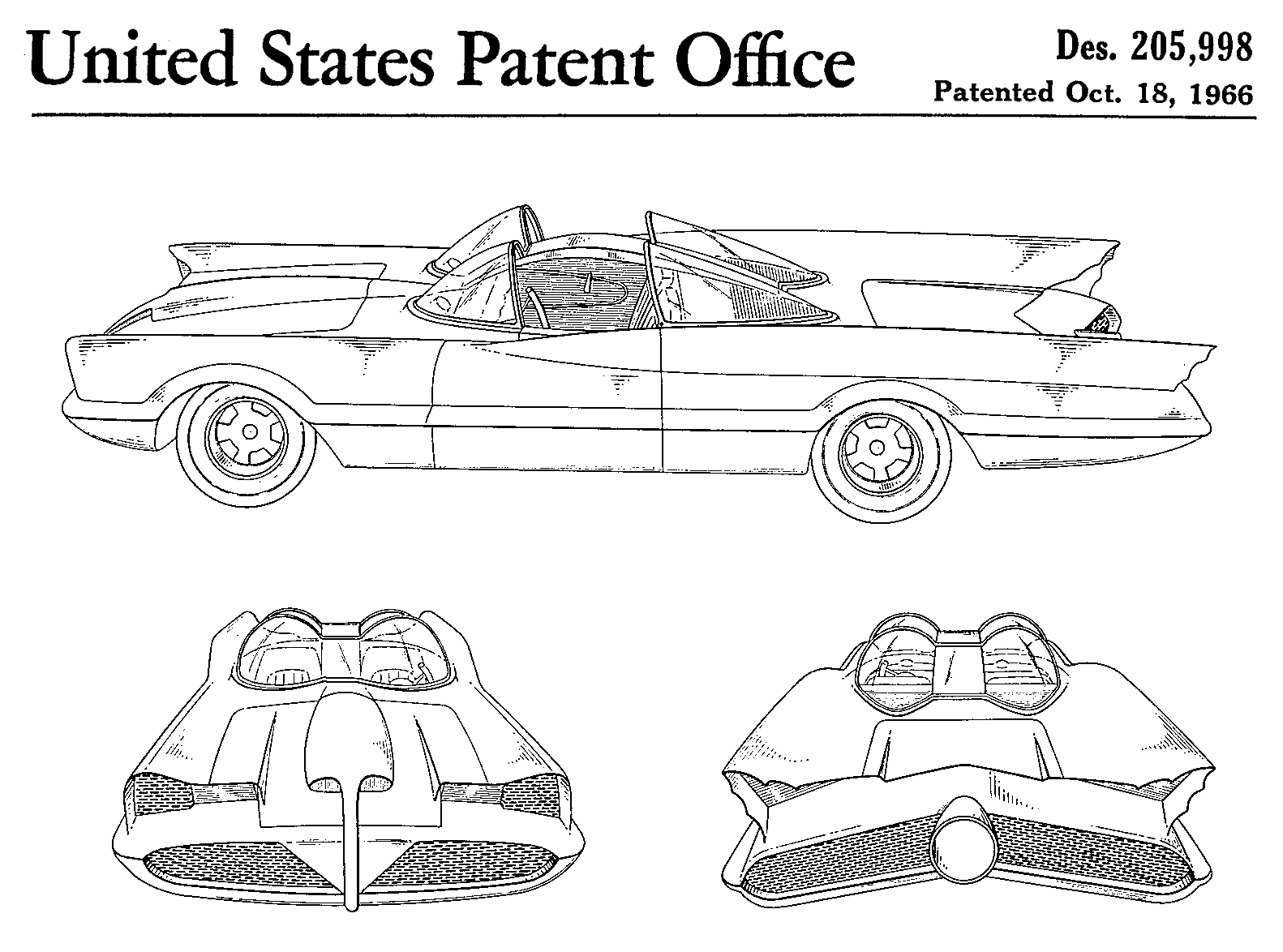
Schéma de la Batmobile de la série TV de 1966.

Si nécessaire, la Batmobile pouvait effectuer un rapide virage à 180° appelé "bat-turn", grâce à deux parachutes Deist de trois mètres montés à l'arrière. Pour répondre aux plaintes des téléspectateurs concernant les parachutes abandonnés dans la rue après leur déploiement, les producteurs ont inclus une équipe de récupération des parachutes, équipée d'une camionnette spécialement étiquetée à cet effet.
La plaque d'immatriculation principale visible tout au long de la série était "2F-3567" (1966). Quelques modifications ont été apportées au cours de la série, notamment des plaques d'immatriculation différentes ("TP-3567", "BT-1" et "BAT-1"), le remplacement du volant original de la Futura par un volant de modèle Edsel de 1958, ainsi que l'ajout de gadgets supplémentaires tels qu'un filet dans le coffre, une conduite télécommandée, une caméra orientée vers l'arrière sous la sortie d'échappement de la turbine et le Bat-bélier.

### Films de Tim Burton (1989-1992)

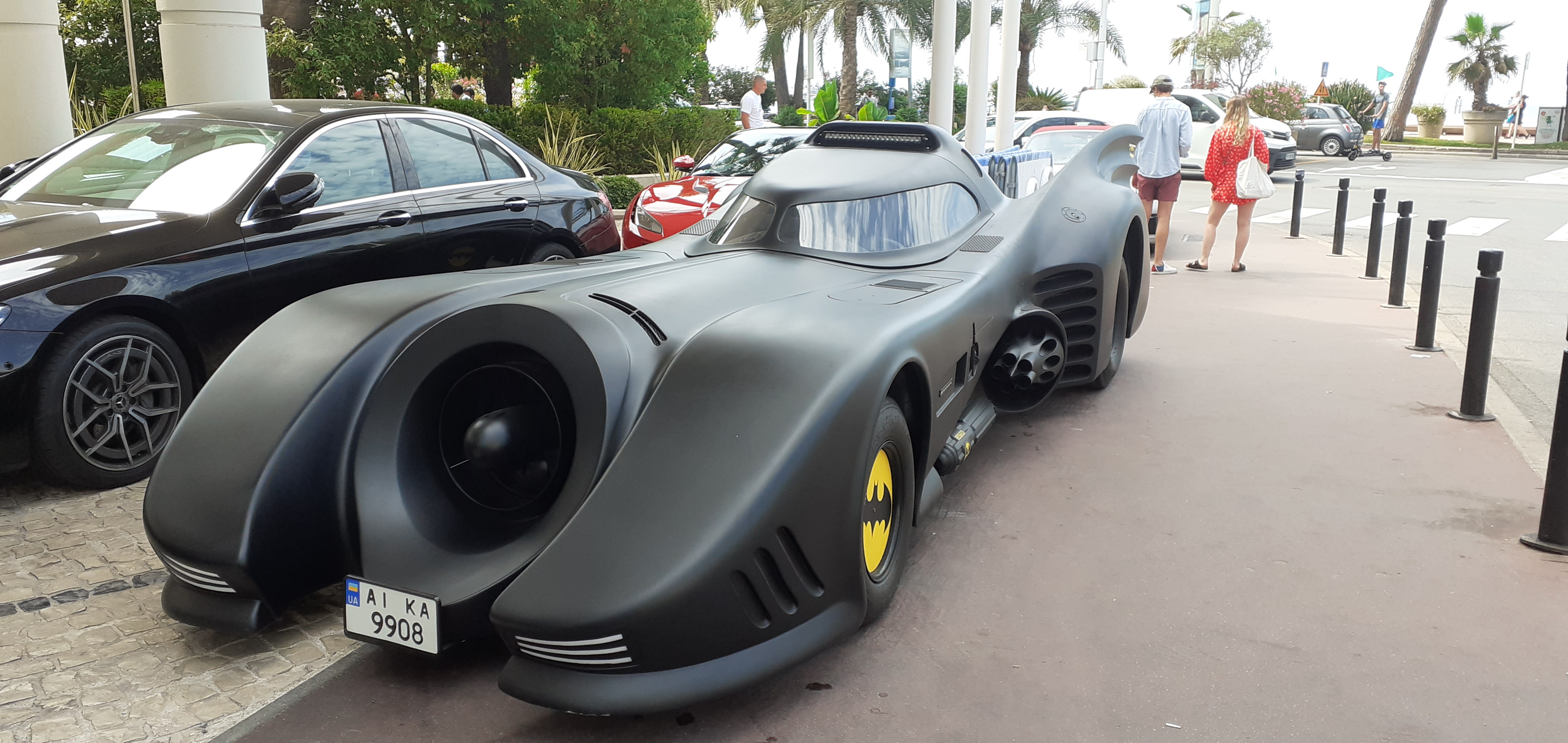
Batmobile du film de 1989

Dans les films et les dessins animés mettant en scène Batman à partir du film Batman de Tim Burton de 1989, la Batmobile conserve certaines spécificités, comme la couleur noire, les dérives sur les ailes et la présence de nombreux gadgets. Warner Bros. a demandé à Tim Burton d'apporter son style unique au film, avec Anton Furst en tant que concepteur de production et Julian Caldow en tant qu'illustrateur de concept pour la Batmobile. L'équipe a créé une voiture qui ne ressemble à aucune incarnation précédente, une combinaison de force brute et d'esthétique de conception classique. Pour construire la voiture, l'équipe de production a assemblé deux châssis d'Impala, et la voiture était propulsée par un V8 Chevrolet. La carrosserie était une fabrication sur mesure, et le tout roule sur un ensemble de pneus de course Mickey Thompson sur des roues personnalisées.
Dans sa conception, Caldow a réussi à capturer l'essence d'une Batmobile tout en fournissant de tout nouveaux éléments de conception. Le masque de chauve-souris avait entièrement disparu de sa conception. À sa place, le nez comportait une grande prise d'air de turbine à réaction flanquée de larges ailes avant en forme de mandibule. Des prises d'air froid pour la postcombustion étaient montées devant les ailes arrière. L'arrière de la voiture avait un aspect arrondi et lourd influencé par les voitures des années 1930, placé entre une paire d'ailerons sculptés relativement courts. À l'intérieur, le cockpit à deux places comportait une instrumentation de type avion, un moniteur côté passager, un système d'autodiagnostic, un enregistreur de CD et un système de reconnaissance des commandes vocales.
Les gadgets de cette Batmobile étaient relativement simples mais puissants. Elle était armée de bombes sphériques, d'une paire de mitrailleuses Browning orientées vers l'avant, de lanceurs de disques latéraux et de brise-tibias montés sur châssis. Pour des manœuvres rapides, la Batmobile était équipée de lanceurs de grappin latéraux et d'un « pied » central capable de soulever la voiture et de la faire pivoter à 180°. En plus de sa carrosserie blindée, la voiture pouvait s'envelopper d'un cocon de blindage lourd. Pour éviter d'être capturée, la Batmobile comportait également trois principaux moyens de dissuasion pour la poursuite : des distributeurs de nappes d'huile, des émetteurs de fumée et, dans des circonstances extrêmes, un mode « Batmissile » qui élimine tout le matériel à l'extérieur du fuselage central et reconfigure les roues et les essieux pour s'adapter à des passages étroits. Une fois utilisé, cependant, le mode Batmissile détruit essentiellement une grande partie de la voiture, qui doit être reconstruite par la suite.

### Films de Joel Schumacher (1995-1997)
Le troisième film de Warner est sorti en 1995; Batman Forever. Joel Schumacher était le nouveau réalisateur et a créé un film très différent de son prédécesseur. L'un des changements était une nouvelle Batmobile, conçue par Barbara Ling. Ling voulait avoir une esthétique plus organique et a donc conçu une voiture qui ressemblait à des côtes et des ailes. Pour accentuer les lignes complexes de la voiture, les panneaux du moteur, les roues et le train de roulement étaient indirectement éclairés de sorte qu'ils semblaient briller en bleu. La voiture rappelait les Batmobiles précédentes avec une verrière de cockpit divisée, des ailes séparées et un échappement à réaction. L'aileron de toit est également extrait de certaines des premières Batmobiles, mais il peut être ouvert en forme de « V » pour un aspect plus contemporain. Dans une autre caractéristique de conception unique, les roues ont été conçues pour maintenir les logos de chauve-souris horizontaux lorsque les roues tournent.

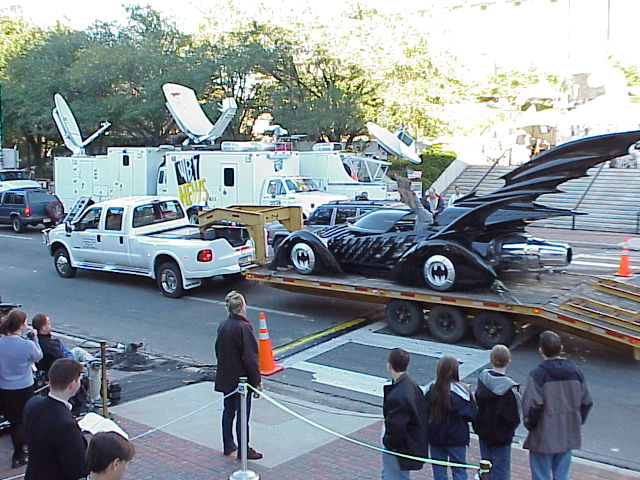
Batmobile du film de 1995.

Le cockpit à deux places comportait un moniteur de vue arrière, un affichage de diagnostic du système et un groupe de jauges personnalisé. Si Batman est poursuivi, la Batmobile avait deux principales fonctions d'évitement. Premièrement, il avait la capacité de verrouiller les quatre roues perpendiculairement à son axe central, pour permettre un mouvement latéral rapide. Deuxièmement, dans des circonstances plus graves, la Batmobile pourrait rediriger l'échappement du jet sous son extrémité avant et lancer des câbles de grappin sur des ancres aériennes. Avec le nez relevé et les lignes en place, la voiture pouvait gravir des surfaces verticales abruptes comme des murs de construction comme si elle roulait sur un terrain plat.
Malgré ses nombreuses défenses, la durée de vie de cette Batmobile fut relativement courte. Elle a été détruite à mi-chemin de Batman Forever lorsque l'Homme-mystère a déposé un sac d'explosifs dans le cockpit.
Batman et Robin était le quatrième et dernier épisode de l'arc qui a commencé en 1989 avec Batman. Joel Schumacher a de nouveau réalisé et Barbara Ling était toujours la conceptrice de la production, mais le film présentait une toute nouvelle Batmobile. Ling a estimé que la voiture précédente n'avait pas la présence à l'écran qu'elle souhaitait et devrait apparaître plus grande que nature dans le film. Selon Ling, l'inspiration de la voiture est venue d'anciens roadsters de course comme la Jaguar Type D et la Delahaye Type 165 ; elle voulait spécifiquement que cette voiture soit une voiture à ciel ouvert, comme c'était le cas dans les bandes dessinées qu'elle avait lues des années plus tôt. Travaillant avec la société d'effets TFX, la nouvelle Batmobile mesurait environ 9 mètres de long (l'une des plus longues Batmobiles de toute l'histoire de la voiture, bien qu'elle soit monoplace) et testée sur route à 225 km/h.
Comme la voiture de Batman Forever, cette Batmobile comportait des roues et des panneaux de moteur lumineux. Les affichages étaient beaucoup plus impliqués avec cette voiture, cependant, avec des lumières rouges, oranges, jaunes et bleues, ainsi que des lumières pulsées spéciales dans l'admission de la turbine contrarotative. Au lieu d'un seul échappement à jet, cette Batmobile avait un arrière « queue de bateau » flanqué d'ailes séparées, chacune avec trois buses d'échappement plus petites. Les buses étaient légèrement inclinées par rapport à la ligne médiane de la voiture, de sorte que l'effet final était que les six échappements formaient un motif en « V » pour garder la voiture pointée droit devant. Il roulait sur des roues personnalisées de près de 60 cm avec des prototypes de pneus Goodyear (comme effet subtil, les pneus étaient coupés avec le logo de chauve-souris comme bande de roulement). Un masque de chauve-souris a été incorporé dans le nez de la voiture, bien que les lignes sculptées le rendent un peu difficile à distinguer au début, les ailerons étaient indéniables, cependant, et restent le plus grand ensemble jamais intégré dans une Batmobile du monde réel.
Les gadgets ont été réduits dans cette Batmobile. Des ailerons à lames étaient montés sur les bords d'attaque des ailerons et du nez, et le cockpit monoplace comportait un écran de vidéoconférence bidirectionnel et une unité radar. Il s'agissait de la dernière Batmobile officielle de film à prise de vue réelle jusqu'à Batman Begins en 2005.

### Films de Christopher Nolan (2005-2012)
Surnommé the tumbler, le véhicule utilisé en 2005 dans Batman Begins a toutefois une silhouette totalement différente et combine la solidité d'un engin blindé et les performances d'une voiture sportive. Plutôt qu'une suite ou une préquelle des précédents films de Warner Brothers, Batman Begins était considéré comme un redémarrage, démarrant effectivement l'univers du film Batman à partir de zéro. Parmi les nouvelles idées à apparaître dans ce film, il y avait une toute nouvelle Batmobile, conçue par Crowley & Nolan et construite par les ingénieurs de voitures de cinéma Chris Corbould et Andy Smith. Leur objectif principal était de rendre cette Batmobile aussi réelle que possible : à 2 mètres 75 de large et 4 mètres 60 de long, la voiture pesait 2,5 tonnes mais était toujours capable de 0 à 100 km/h en moins de six secondes avec une vitesse maximale de 180 km/h. Grâce à sa conception unique, elle était également capable de faire des sauts sans assistance jusqu'à 10 mètres.
Après des années d'entraînement, Bruce Wayne revient à Gotham City prêt à lutter contre le crime. Reconnaissant qu'il a besoin de matériel pour mener à bien sa mission, il rejoint Lucius Fox dans la division des sciences appliquées de Wayne Enterprises. Fox a été placé en sciences appliquées à titre de punition, car la division était considérée comme une voie de carrière sans issue responsable de projets jugés trop coûteux ou problématiques pour une application pratique. Bruce, d'autre part, a vu la division comme une opportunité d'utiliser ces projets rejetés au profit de Batman. Après avoir examiné le gilet pare-balles, les lignes à haute tension et le tissu à mémoire de forme, Bruce a vu un ensemble de pneus sortir de sous une bâche. Fox lui a ensuite présenté le « Tumbler », un véhicule de pont expérimental qui n'a jamais tout à fait réussi. Le concept du véhicule était le suivant : grâce à des gouvernes réglables et à un moteur à réaction, le Tumbler était capable d'effectuer des sauts sans rampe pour jeter les bases de ponts temporaires. La partie « pont » de l'idée n'a jamais abouti, donc tout le projet a été abandonné et le prototype a été mis en veilleuse.
La puissance principale de cette Batmobile provenait d'un Chevrolet V8 350 de 500 HP entraînant quatre pneus Super Swamper de 1 mètre 10 via des essieux en titane. La cabine avait de la place pour un conducteur et un passager, avec un agencement unique pour le conducteur : pour des situations de conduite normales, le conducteur s'est simplement assis sur le siège gauche. En mode « attaque », le siège du conducteur s'est déplacé vers le centre de la voiture et le conducteur a été repositionné pour s'allonger face contre terre, la tête dans la section centrale entre les roues avant. objectifs principaux : premièrement, il offre une protection plus importante avec le conducteur protégé par plusieurs couches de blindage. Deuxièmement, la position couchée réduit le risque de blessure auquel le conducteur est confronté lorsqu'il effectue des manœuvres de conduite extrêmes (les cascadeurs risquent de subir une compression de la colonne vertébrale lorsqu'ils effectuent des manœuvres de conduite extrêmes et des sauts - la pose élimine pratiquement ce risque). En plus des performances et de la protection, cette Batmobile était également capable d'attaquer, avec une paire de mitrailleuses montées dans le nez de la voiture entre les roues avant.
La Batmobile est revenue dans The Dark Knight, avec quelques fonctionnalités qui n'étaient pas vues dans Batman Begins. Le premier était un système de contrôle à distance, lui permettant de fonctionner séparément de Batman. Il était capable de naviguer sur des itinéraires de base, de tirer de manière non létale avec ses armes et de détourner généralement l'attention de Batman avec des routines préprogrammées telles que « Loiter » et « Intimidate ». Son blindage a également fait l'objet d'un test sur le terrain plus ardu, car il a dû bloquer un camion à ordures conduit par l'un des hommes de main du Joker. Le Joker lui-même a finalement prouvé que même le Tumbler avait ses limites, tirant un bazooka qui a fini par détruire la moitié arrière du véhicule. Il lui restait cependant une dernière carte à jouer : un peu comme le mode Batmissile de Batman Returns, le Tumbler avait la capacité de se débarrasser de la majeure partie de sa carrosserie pour fournir un véhicule d'évasion monoplace à Batman.
Dans ce cas, le « Bat-Pod » résultant était un véhicule ouvert semblable à une moto formé par les roues avant et la suspension. La puissance était générée par une paire de moteurs électriques montés dans les roues et synchronisés via un ordinateur de bord, et la direction était accomplie avec les épaules du pilote plutôt qu'avec les mains (car les mains étaient protégées derrière un ensemble de boucliers). Les roues étaient montées sur des cadres rotatifs, ce qui créait une conduite plus stable et permettait des manœuvres plus extrêmes tout en maintenant le pilote debout. Contrairement au Batmissile, le Bat-Pod était plus qu'un simple véhicule d'évasion et était armé de mitrailleuses, de canons et de grappins. Le lancement du Bat-Pod a également déclenché une séquence d'autodestruction dans les restes du Tumbler, garantissant que personne ne peut désosser la technologie ou la retracer jusqu'à sa source. Dans The Dark Knight Rises, Bane met la main sur le stock des entrepôts de Lucius Fox, qui compte quelques Tumbler dans leur livrée "camouflage désert" d'origine, l'un d'eux étant même pourvu d'un canon mobile de gros calibre à quatre canons intégré dans la structure. Côté Batman, vient s'ajouter au Bat-Pod un engin aérien surnommé "The Bat", doté comme la Batmobile d’une coque blindée et d’un armement sophistiqué, il est équipé de rotors à bascule qui facilitent les décollages et atterrissages verticaux, "The Bat" étant également conçu pour évoluer dans des espaces urbains restreints.

### Univers cinématographique DC (2016-2017)
Selon les studios Warner Bros, la Batmobile du film Batman v Superman: Dawn of Justice combine l'inspiration à la fois du design élégant et rationalisé des Batmobiles classiques et de la construction militaire à suspension élevée du « Tumbler » plus récent de la trilogie The Dark Knight. Ils ont également été inspirés par la Batmobile de 1989. Conçue par le designer de production Patrick Tatopoulos et Dennis McCarthy, la Batmobile mesure environ 6 mètres (20 pieds) de long et 3 mètres 65 (12 pieds) de large. Contrairement aux Batmobiles précédentes, elle a un pistolet Gatling placé à l'avant et les pneus arrière sont remplacés par ceux d'un tracteur. La Batmobile se soulève pour les scènes de combats ou pour des sauts, et s'abaisse au sol lorsqu'elle circule dans les rues. La Batmobile apparaît dans un flashback pour Suicide Squad, lorsque Batman poursuit le Joker et Harley Quinn avant que leur voiture ne tombe dans la rivière, le Joker s'échappe tandis que Harley est capturée.
Dans le film Justice League de 2017, Batman possède un nouveau véhicule-tank appelé « Knightcrawler », qui a été conçu par son père pendant la Seconde Guerre mondiale. Le Crawler est utilisé dans la lutte contre Steppenwolf pour sauver les scientifiques de Star Labs (y compris le père de Cyborg, le Dr Silas Stone) sous un port abandonné de Gotham. Vers la fin, la nouvelle équipe monte à bord du porte-troupes portable alias « Flying Fox » transportant la nouvelle Batmobile blindée pour combattre Steppenwolf à Poznarhov, en Russie.

### Films de Matt Reeves (2022)
La Batmobile dans The Batman est décrite par le réalisateur Matt Reeves comme une muscle car inspirée du film Christine de John Carpenter pour donner à la Batmobile une présence intimidante, presque horrifique,. Avec une carrosserie rappelant une Dodge Charger des années 1968-1970, le véhicule a été conçu comme une machine de poursuite et de capture, entièrement fabriquée par Bruce Wayne dans la Batcave sous la tour Wayne. Au début du film, la voiture y est présentée, encore en construction, couverte d’une bâche.
La Batmobile possède des ouvertures sur son capot, initialement perçues comme des emplacements pour des mitrailleuses, mais qui sont en réalité des évents pour les flammes d’échappement. Ces évents, combinés aux tuyaux d’échappement latéraux et au capot qui s’illumine lorsque Batman accélère, renforcent son apparence intimidante. À l’arrière, un propulseur à réaction produit une accélération puissante et un cri mécanique angoissant lors de son démarrage, utilisé par Batman pour effrayer ses adversaires. Bien que l’arrière de la voiture, contenant le moteur du propulseur, reste exposé en raison de son état incomplet, le reste du véhicule est fortement blindé, y compris les fenêtres, capable de résister aux tirs.
La voiture est montée sur quatre pneus de course massifs adaptés à tous types de terrains et conditions météorologiques. Elle est capable de percuter des obstacles tels que des palettes en bois ou des blocs de béton sans subir de dégâts, et de renverser violemment des véhicules grâce à son pare-chocs renforcé. Contrairement aux précédentes itérations, et en raison de sa nature inachevée, cette Batmobile est dépourvue de gadgets, hormis une armure personnalisée et un téléphone embarqué.
Quatre unités ont été construites pour le film. L’unité principale est propulsée par un moteur V8 générant 650 chevaux, tandis qu’une autre version, montée sur un châssis Tesla, a été utilisée pour les scènes en intérieur ou de nuit.

## Galerie

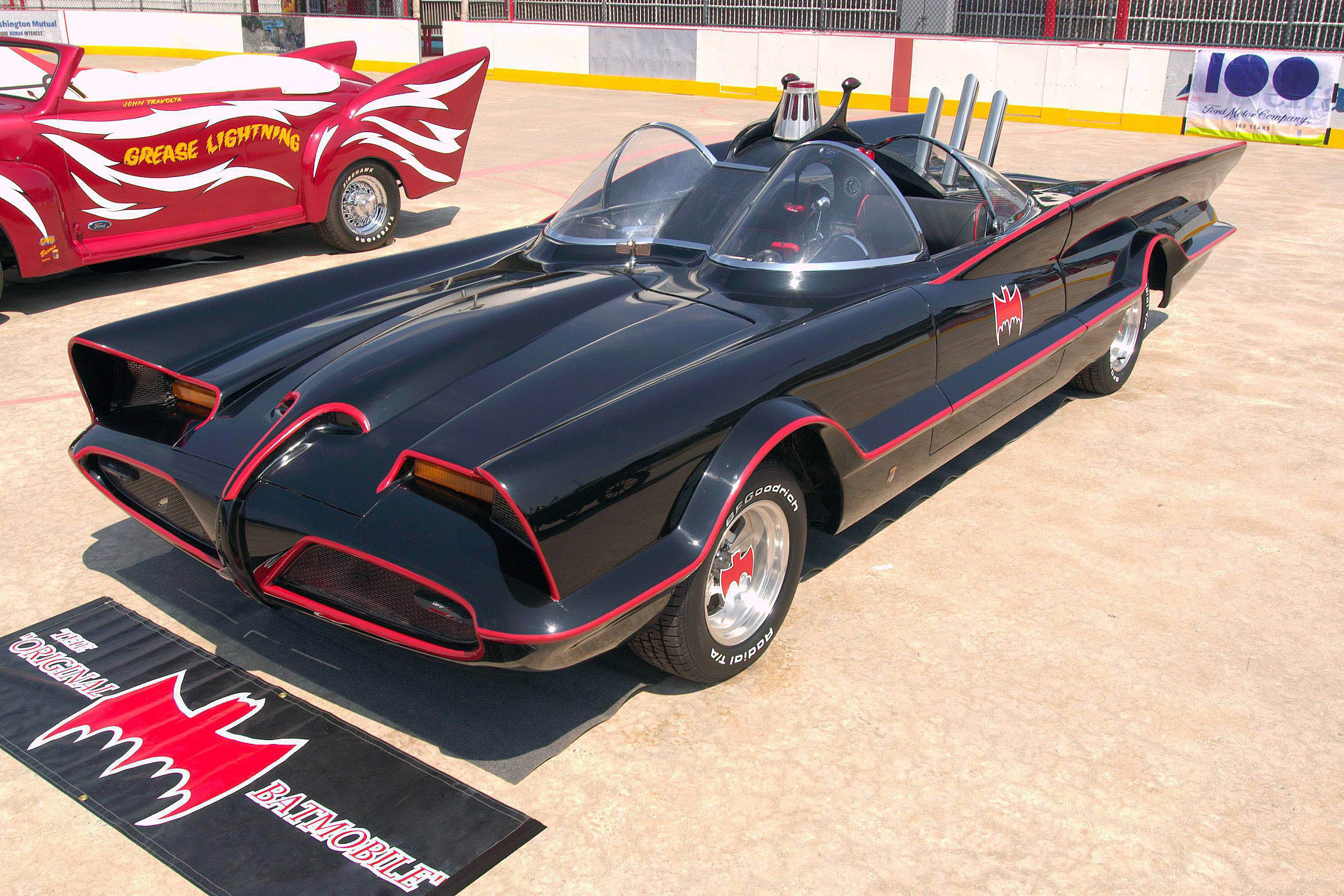
La Batmobile de la série télévisée.
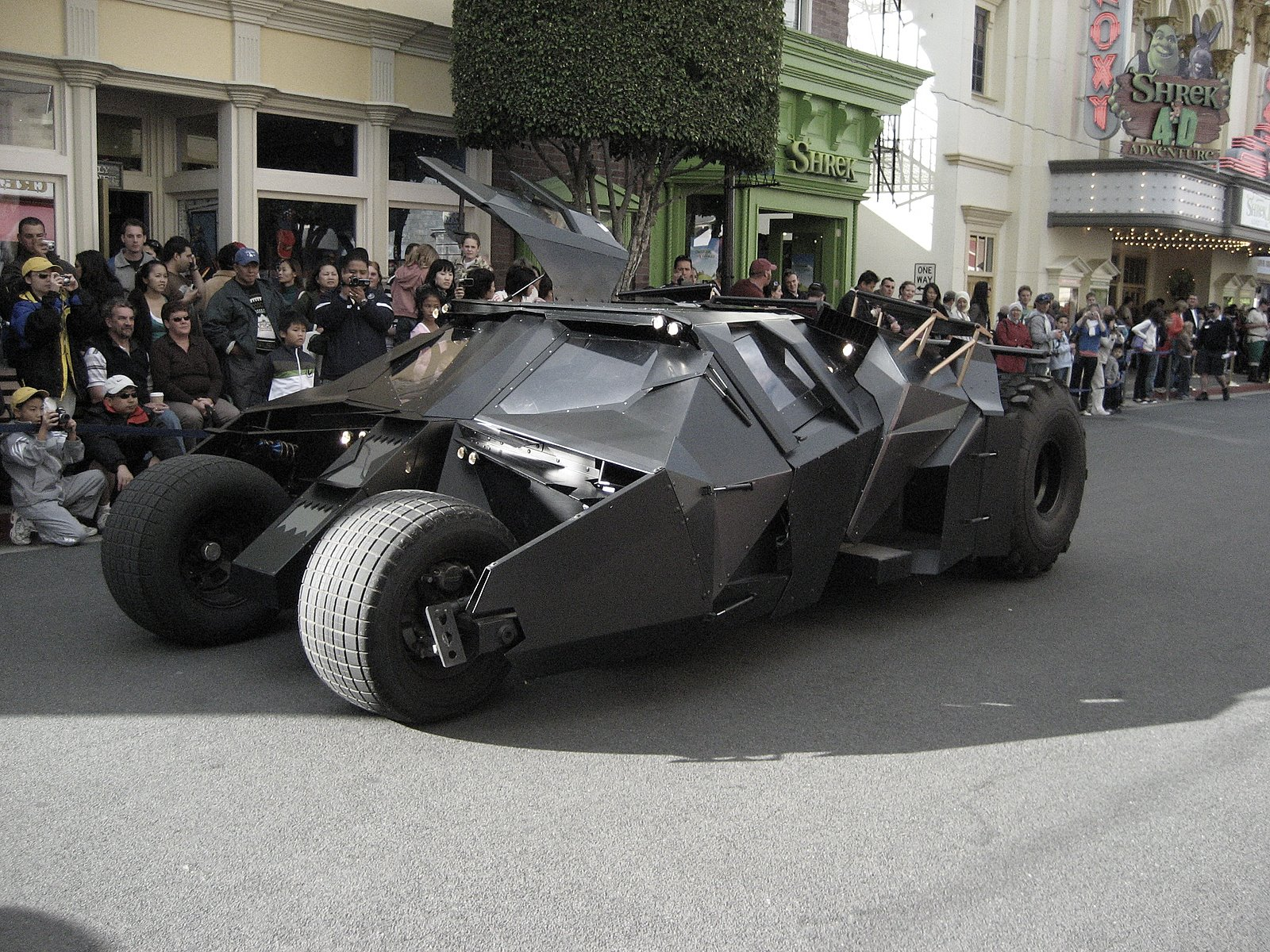
La Batmobile de Batman Begins et The Dark Knight : Le Chevalier noir.
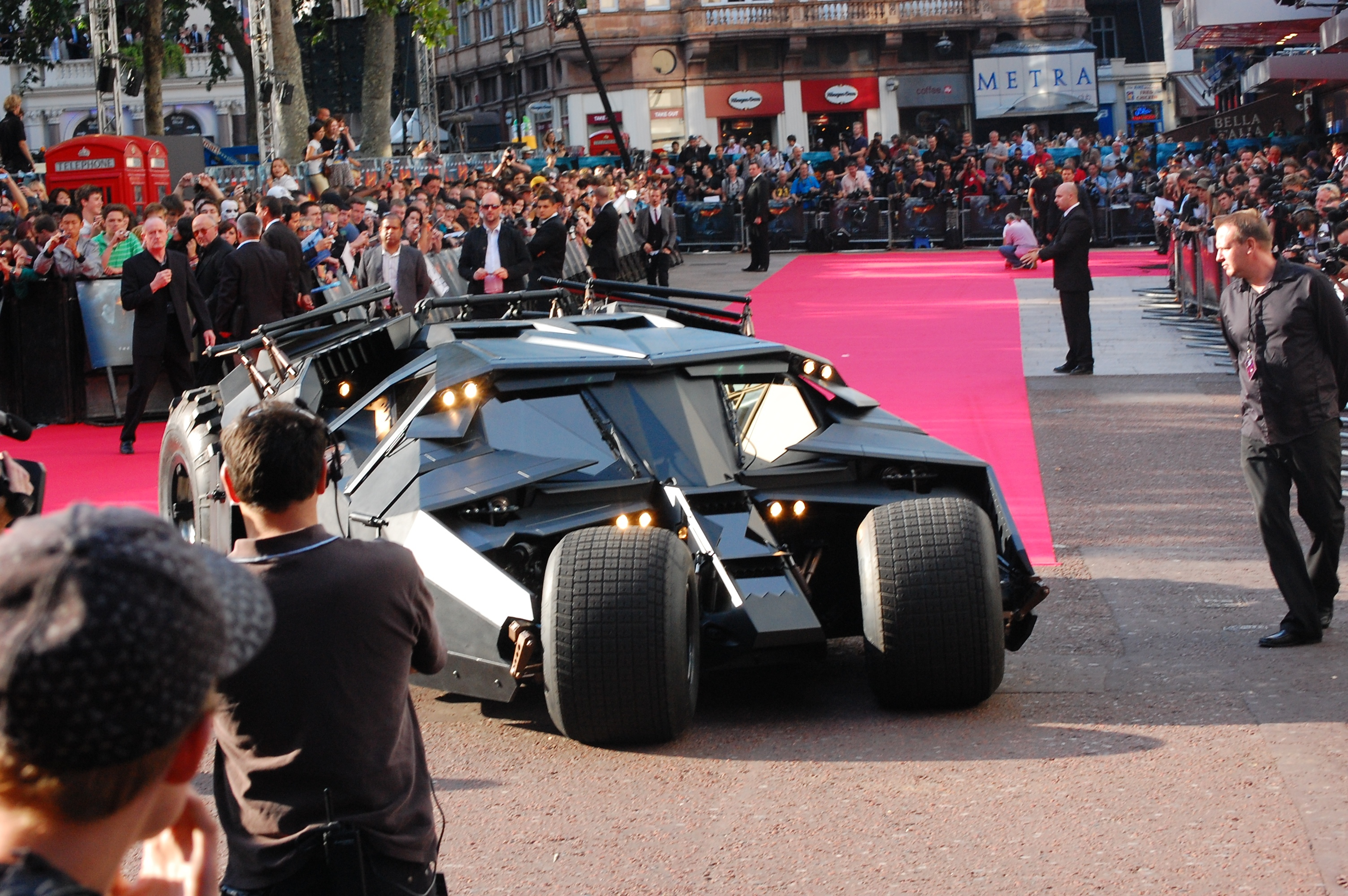
La Batmobile de Batman Begins et The Dark Knight : Le Chevalier noir à la première européenne.
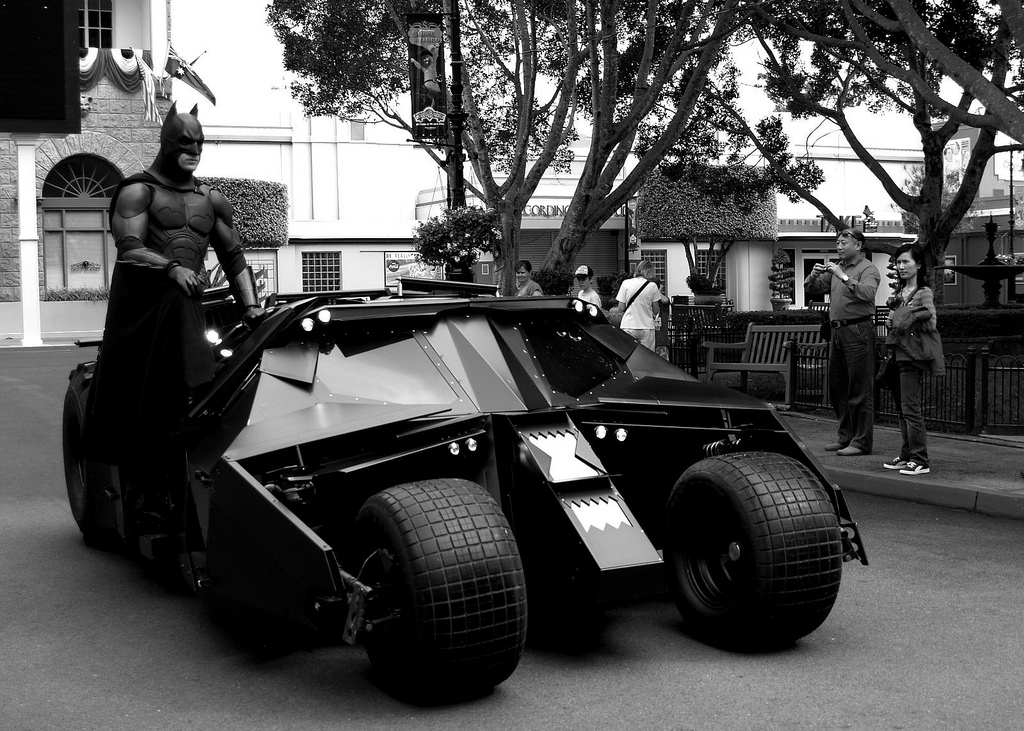
Batman et la Batmobile.
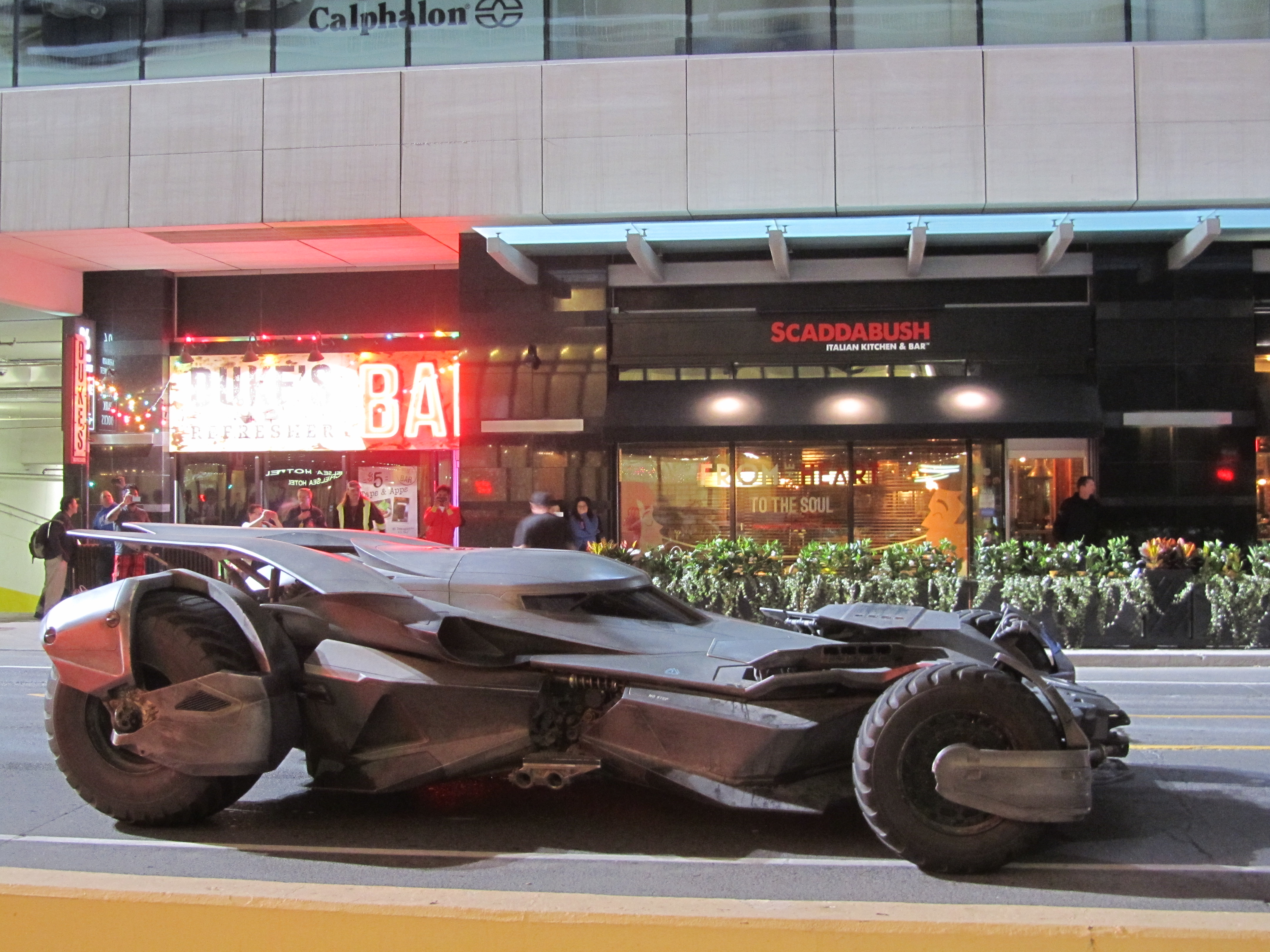
Batmobile de Suicide Squad